# Franziskanerbrunnen (Solothurn)

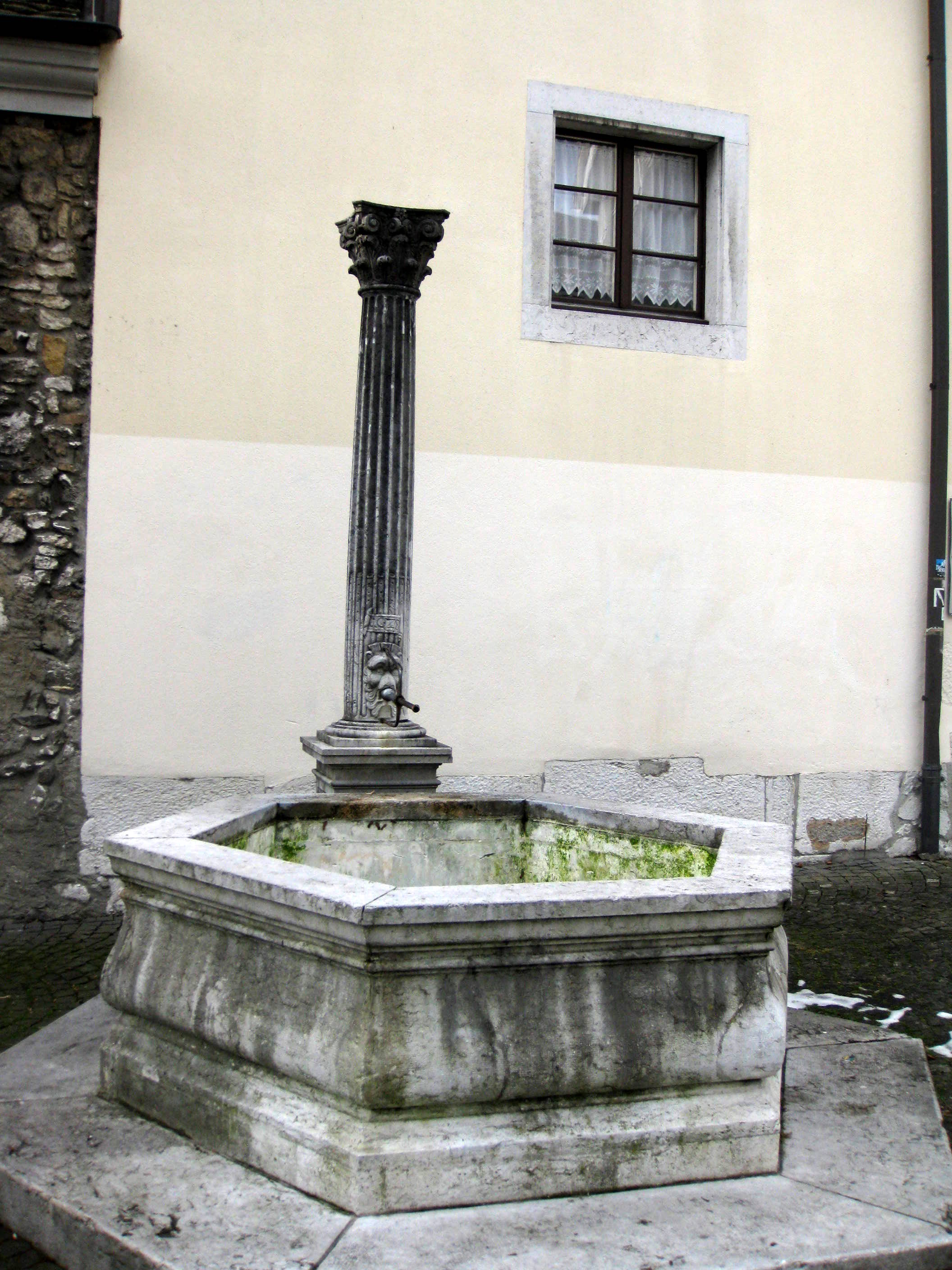
Blick auf den Brunnen

Der Franziskanerbrunnen ist ein Brunnen in der Schweizer Stadt Solothurn vor der Franziskanerkirche.

## Geschichte
Der Brunnen stand ursprünglich im Hinterhof des Hauses Hauptgasse Nr. 58. Das inschriftliche  Entstehungsdatum 1628 steht im Zusammenhang mit der Bewilligung für den Bau eines Brunnens im Hof von Junker Hans Jakob Wallier am 14. August 1628. Er steht seit 1960 an der Stelle der 1952 abgebrochenen Giblinmühle. 

## Beschreibung
Der Brunnen besteht aus einem relativ kleinen, sechseckigen Trog mit stark profilierter und vorbauchender Brunnenwand. Daran geschoben ist ein frei stehender Brunnenstock mit reichem Zierrat: profiliertes und fratzenverziertes Postament, darauf kannelierte Säule mit Pfeifen, bekrönt von einem korinthischen Kapitell.
Die Brunnenröhre geht aus einer Fratze hervor; darüber befindet sich ein Cartello mit der Jahreszahl 1628 und einem Steinmetzzeichen. Die ganze Arbeit ist aus Solothurner Kalkstein, wurde sehr stark überarbeitet und teilweise durch Kopien ersetzt.